# Improphantes flexilis
Improphantes flexilis är en spindelart som först beskrevs av Andrei V. Tanasevitch 1986.  Improphantes flexilis ingår i släktet Improphantes och familjen täckvävarspindlar. Inga underarter finns listade i Catalogue of Life.